# Зверев, Никита Андреевич
Никита Андреевич Зверев (род. 6 апреля 1994, Ставрополь, Россия) — российский профессиональный баскетболист, играющий на позиции центрового. Выступает за баскетбольный клуб «Самара».

## Карьера
Никита Зверев начал заниматься баскетболом в Ставрополе в ДЮСШОР №1. С 2005 по 2011 годы играл за команду Ставрополя в юношеских чемпионатах России.
В сезоне 2011/2012 Зверев играл в чемпионате ДЮБЛ за подмосковные «Химки». Затем он переехал в Краснодар, где играл за «Локомотив-Кубань-2» в чемпионате Единой молодёжной лиги ВТБ. В начале сезона 2013/2014 Зверев отыграл только два первых месяца, проведя 12 игр за краснодарскую команду. Оставшуюся часть сезона Никита восстанавливался после травмы колена.
В мае 2015 года Зверев, в составе сборной РФСО «Локомотив», принял участие в чемпионате Международного спортивного союза железнодорожников в бельгийском городе Намюр. В финальном российская команда победила команду Франции со счётом 79:63.
В сезоне 2015/2016 Зверев присоединился к основному составу «Локомотив-Кубань», но вышел на паркет лишь однажды, дебютировав на профессиональном уровне – 11 октября в матче с «Астаной» на 2 минуты 40 секунд, за которые сделал 1 подбор, 1 передачу и 1 блок-шот.
В начале января 2016 года «Локомотив-Кубань» отдал Зверева в аренду энгельсскому «Строителю» до окончания сезона 2015/2016. По окончании аренды, Никита вернулся в краснодарский клуб и принял участие в «Финале восьми» Единой молодёжной лиги ВТБ в составе «Локомотива-Кубань-2».
В июне 2016 года Зверев присоединился к «Нижнему Новгороду» на правах аренды. В сезоне 2016/2017 принял участие в 7 матчах Единой лиги ВТБ, набирая в среднем 0,7 очка и 1,9 подбора. В Еврокубке он сыграл в 9 встречах, показав статистику в 1,4 очка и 1,6 подбора. В сезоне 2017/2018 в матчах Единой лиги ВТБ он не выходил на паркет, а в Кубке Европы ФИБА провёл 3,5 минуты, не отметившись результативными действиями. В феврале 2018 года Зверев и нижегородский клуб пришли к обоюдному решению по досрочному расторжению контракта.
Свою карьеру Зверев продолжил в «Тамбове», подписав контракт до окончания сезона 2017/2018.
В июле 2018 года перешёл в «Иркут», подписав 2-летний контракт. В 16 играх Суперлиги-1, Никита в среднем набирал 7,2 очка, 6,3 подбора, 0,9 блок-шота,  0,8 передач и перехватов.
В конце декабря 2018 года иркутский клуб был расформирован и Зверев стал игроком «Уралмаша».
В мае 2019 года Зверев подписал 2-летний контракт с «Уфимцем».
В сентябре 2022 года Зверев стал игроком «Самары».
В июне 2023 года Зверев подписал новый 2-летний контракт с «Самарой».

## Сборная России
Летом 2016 года Зверев получил приглашение в «Открытый лагерь РФБ», по итогам которого несколько игроков смогут присоединиться к тренировкам основной сборной России.

## Статистика
| Сезон                                                                                   | Команда          | Лига                             | GP | GS | MPG | FG%  | 3P% | FT%  | RPG | APG | SPG | BPG | PPG |  |
| 2015/16                                                                                 | Локомотив-Кубань | Единая лига ВТБ                  | 1  | 0  | 2,7 | 0,0  | 0,0 | 0,0  | 1,0 | 1,0 | 0,0 | 1,0 | 0,0 |  |
| 2016/17                                                                                 | Все клубы        | Все лиги                         | 16 | 1  | 6,6 | 22,2 | 0,0 | 55,6 | 1,7 | 0,0 | 0,1 | 0,1 | 1,1 |  |
| 2016/17                                                                                 | Нижний Новгород  | Еврокубок                        | 9  | 1  | 6,8 | 18,2 | 0,0 | 64,3 | 1,6 | 0,0 | 0,1 | 0,2 | 1,4 |  |
| 2016/17                                                                                 | Нижний Новгород  | Единая лига ВТБ                  | 7  | 0  | 6,4 | 28,6 | 0,0 | 25,0 | 1,9 | 0,0 | 0,0 | 0,0 | 0,7 |  |
| 2017/18                                                                                 | Все клубы        | Все лиги                         | 3  | 0  | 3,7 | 0,0  | 0,0 | 50,0 | 0,7 | 0,0 | 0,0 | 0,0 | 1,0 |  |
| 2017/18                                                                                 | Нижний Новгород  | Квалификация Лиги чемпионов ФИБА | 2  | 0  | 3,8 | 0,0  | 0,0 | 50,0 | 1,0 | 0,0 | 0,0 | 0,0 | 1,5 |  |
| 2017/18                                                                                 | Нижний Новгород  | Кубок Европы ФИБА                | 1  | 0  | 3,5 | 0,0  | 0,0 | 0,0  | 0,0 | 0,0 | 0,0 | 0,0 | 0,0 |  |
|                                                                                         |                  | Всего                            | 20 | 1  | 6,0 | 21,1 | 0,0 | 54,2 | 1,5 | 0,1 | 0,1 | 0,2 | 1,1 |  |
| Наведите курсор мыши на аббревиатуры в заголовке таблицы, чтобы прочесть их расшифровку |                  |                                  |    |    |     |      |     |      |     |     |     |     |     |  |